# Jardín botánico subtropical de la isla de Yubu
El jardín botánico subtropical de la isla de Yubu en japonés : 由布島の亜熱帯植物楽園 Yubu-jima Shokubutsuen es un jardín botánico de 3 900 m², en  Yubu-jima, Japón.  

## Localización
Yubu-jima es una pequeña isla de sólo 0.15 km² en las Islas Yaeyama. Desde el puerto de Ohara se tarda unos 20 minutos de paseo en carreta de búfalo a la isla.
Yubu-jima Shokubutsuen  Kanazawa 1757, Taketomi-cho, Yaeyama-gun, Okinawa-ken Yubu-jima, Japón. 
Planos y vistas satelitales.24°21′47″N 123°44′47″E / 24.36306, 123.74639
Se abre diariamente y se cobra una tarifa de entrada.

## Historia
El jardín botánico fue abierto al público en 1995.

## Colecciones

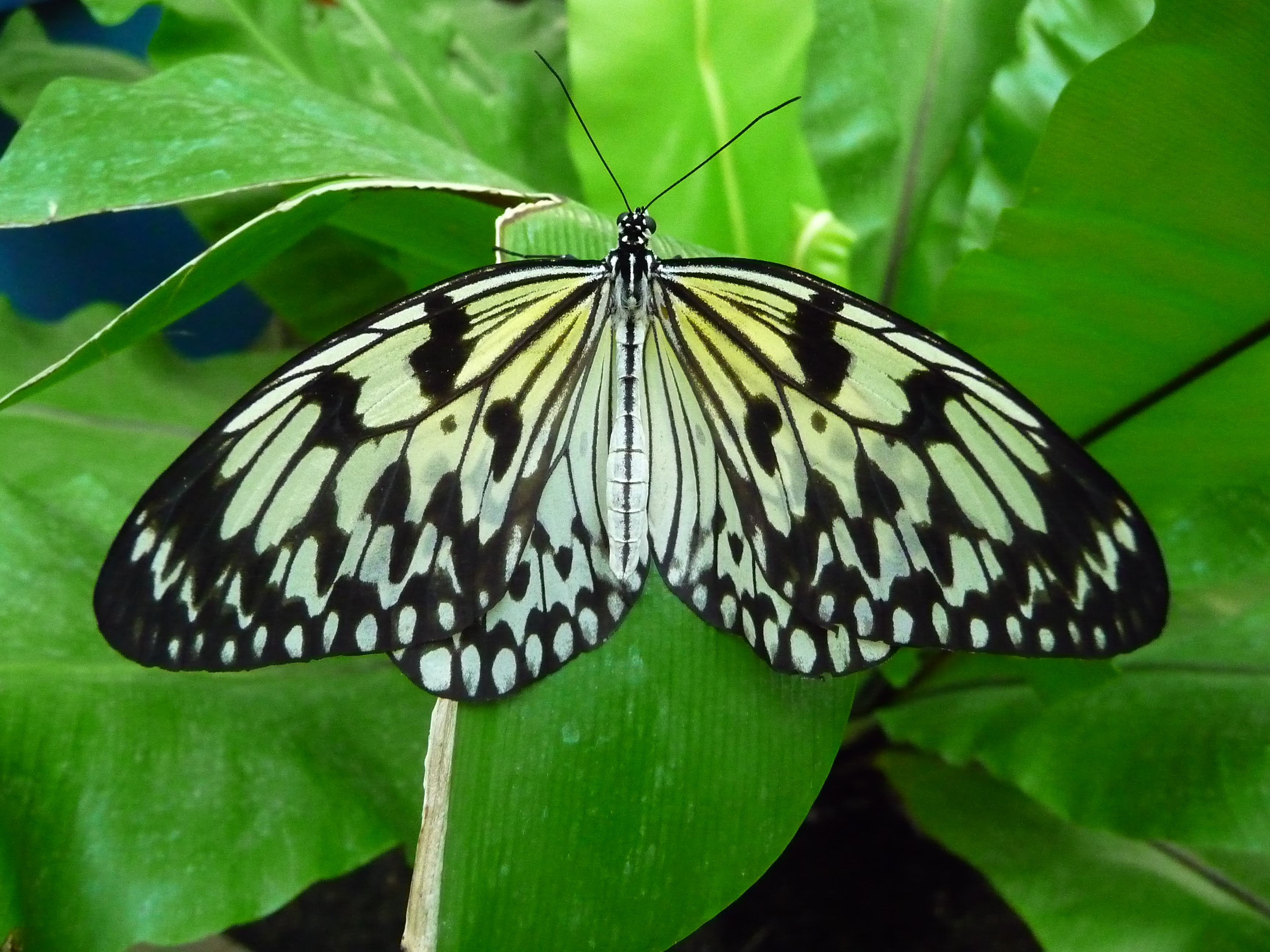
La mariposa Idea leuconoe.

Abundantes variedades de Hibiscus y floridas buganvillas.
Colecciones de palmas, y plantas tropicales y subtropicales de diversas partes del mundo. 
Jardín de las mariposas, donde se encuentra la famosa "pupa de oro" de la mariposa de papel de arroz (Idea leuconoe).
La "Shell house" muestra las conchas que hay en el mar cerca de las Islas Yaeyama. 
Las tiendas venden recuerdos de búfalos y restaurantes que sirven platos típicos de Okinawa e Iriomote con jugos de frutas tropicales.

## Algunas vistas del jardín botánico

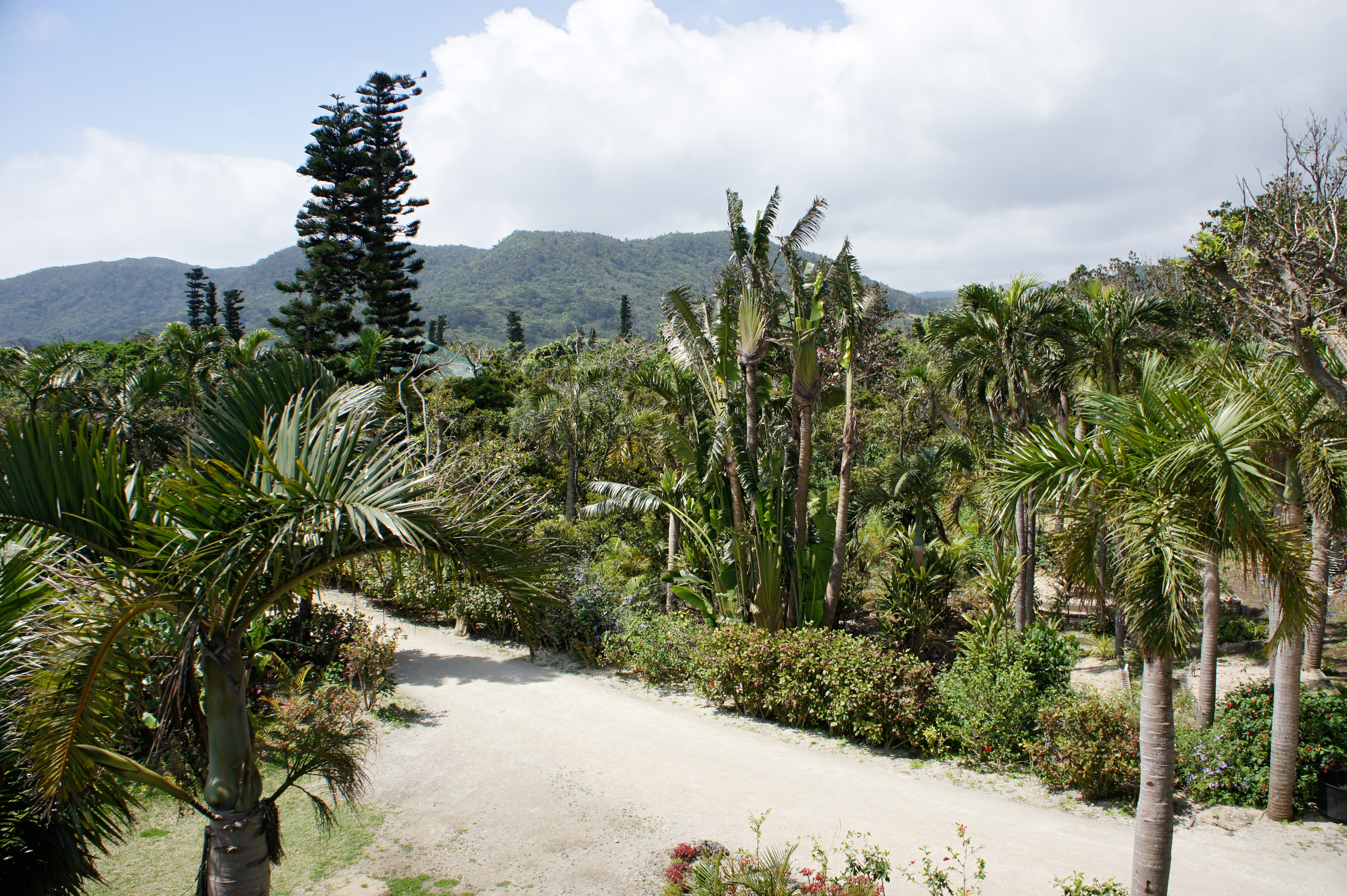
Paseo en el Yubu-jima Shokubutsuen.
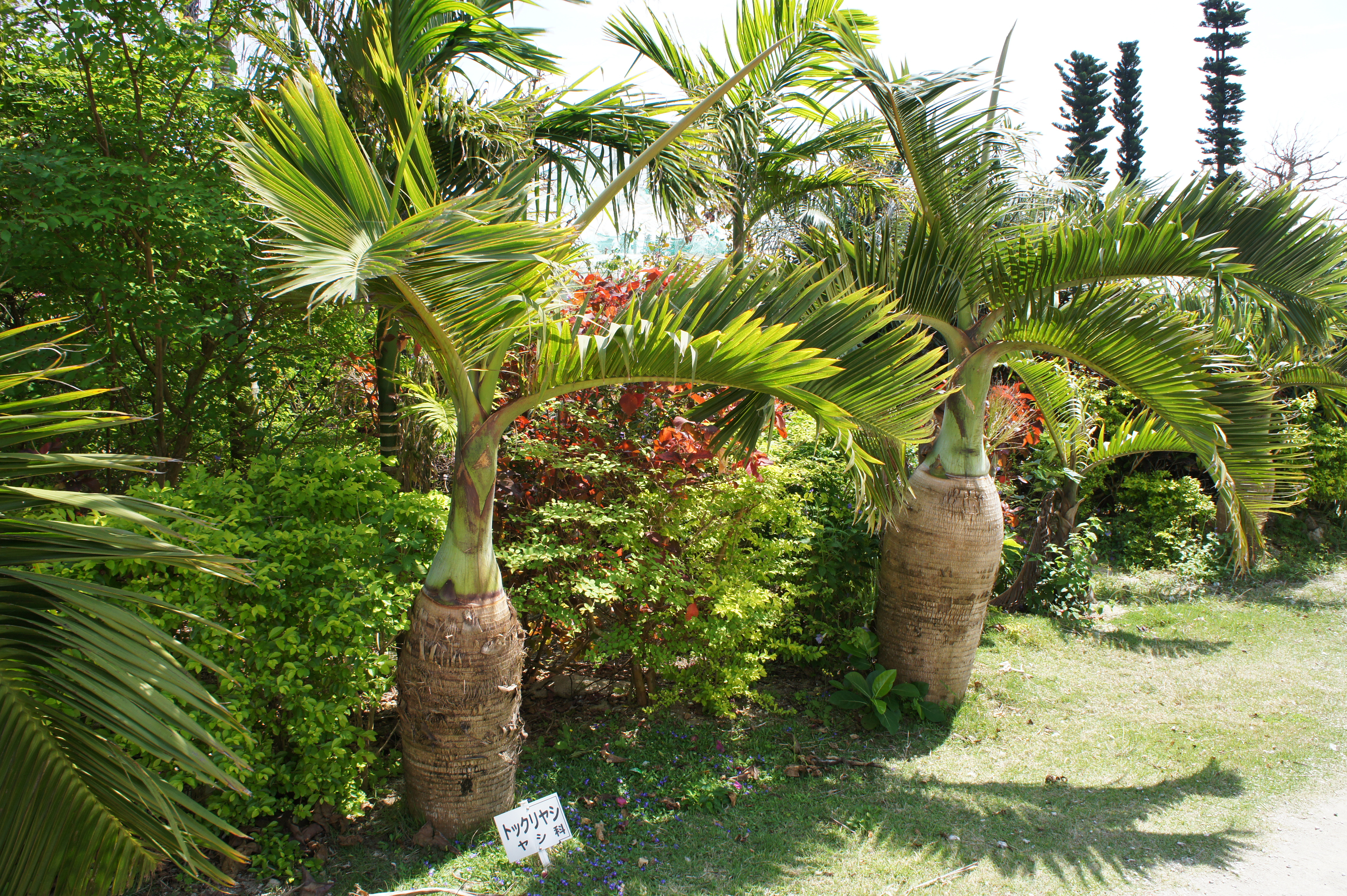
Ejemplares de palmas jarra.
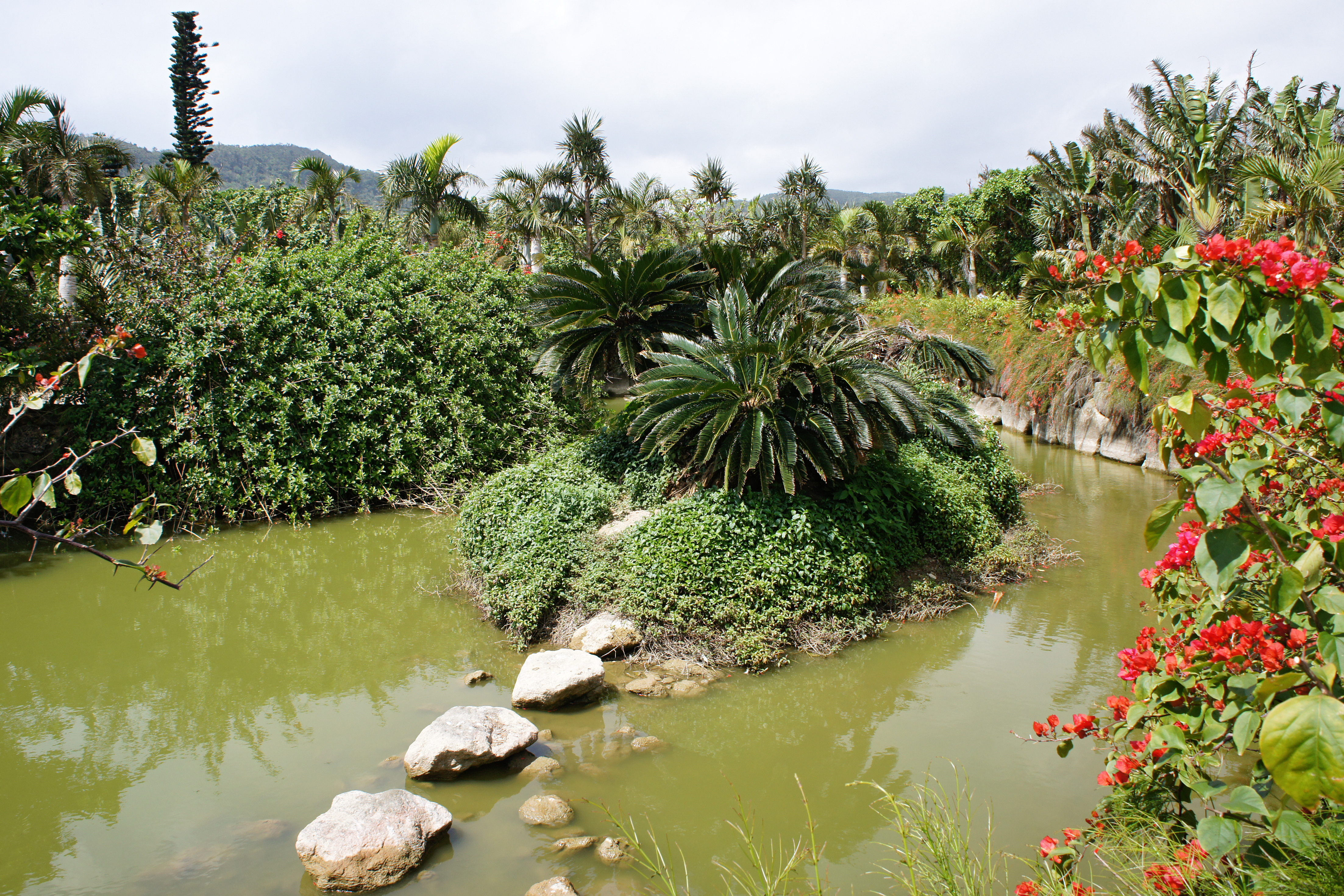
Charca en el Yubu-jima Shokubutsuen
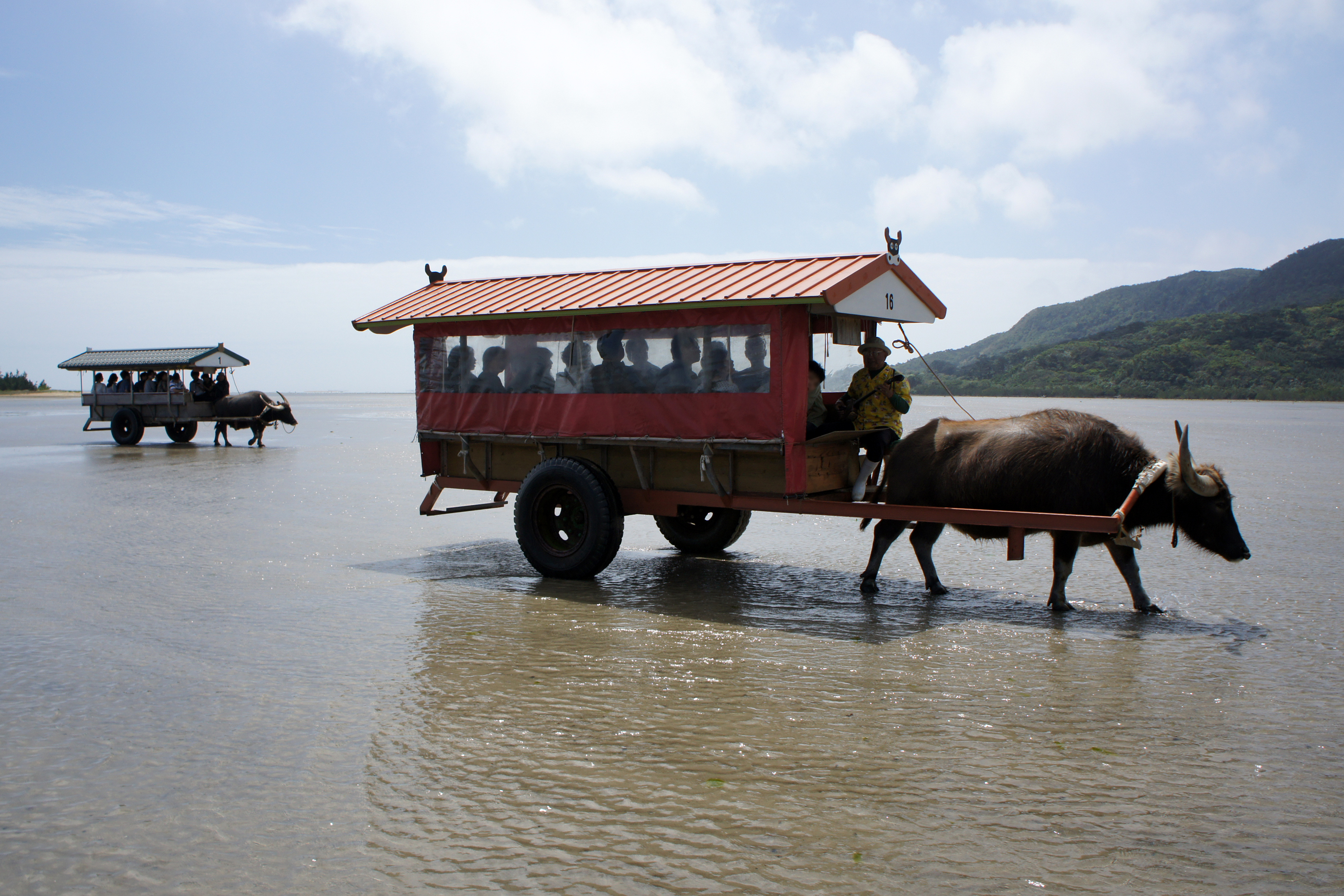
Carromatos de búfalos hacia la isla de Yubu.